# Cautio Treuhand
Die Cautio Treuhand GmbH war nur zum Schein eine private Holdinggesellschaft. Tatsächlich war sie ein Instrument des Reichsministeriums für Volksaufklärung und Propaganda und des Reichsfinanzministeriums als Treugeber zur Durchsetzung ihrer Ziele. Die Cautio entwickelte sich bis zum Zweiten Weltkrieg zur Schaltzentrale eines verschachtelten und europaweit aktiven Film- und Pressekonzerns.

## In der Weimarer Republik
Die Cautio Treuhand GmbH wurde Anfang 1929 in das Berliner Handelsregister mit einem Eigenkapital von 20.000 Reichsmark eingetragen. Geschäftszweck der Cautio laut Gesellschaftsvertrag war, das Vermögen Dritter anzulegen und zu verwalten sowie damit zusammenhängende Geschäfte zu betreiben. Sitz der Gesellschaft war die Brückenallee 3 im Berliner Hansaviertel. Ihr Gründer und Geschäftsführer (ab 1933) war der Bürgermeister a. D. Max Winkler. Der Diplom-Kaufmann Willy Imhof war langjährig weiterer Geschäftsführer. Max Winkler war lange Jahre als Mieter mit Wohnanschrift Brückenallee 3 gemeldet. 1932 wurde er auch Eigentümer des Gebäudes. Als dritter Geschäftsführer wurde im Mai 1940 der Rechtsanwalt Bruno Pfennig berufen, um Winkler als Leiter der Haupttreuhandstelle Ost zu entlasten. Imhoff und Pfennig wurden im Mai 1944 durch Gunther Dahlgrün als neuer Geschäftsführer ersetzt.
Im Oktober 1931 übernahm die Cautio ein Aktienpaket des Wolffs Telegraphischen Bureau (WTB) von Paul von Schwabach, Teilhaber des Berliner Bankhauses S. Bleichröder, und sicherte sich damit die Aktienmehrheit an WTB. Paul von Schwabach fungierte weiterhin als Aufsichtsratsvorsitzender des WTB. Das Bankhaus S. Bleichröder trat weiterhin als Hauptgesellschafter auf, da es das Aktienpaket der Cautio treuhänderisch verwaltete. Damit hatte sich an den privatwirtschaftlichen Eigentumsverhältnissen augenscheinlich zunächst nichts geändert. Anfang 1934 gelang die Fusion mit der bislang konkurrierenden Telegraphen-Union (TU) aus dem Konzern des Politikers und Wirtschaftsführers Alfred Hugenbergs zur Deutschen Nachrichtenbüro GmbH (DNB), an der die Cautio dann die Mehrheit der Gesellschaftsanteile hielt.

## Während der nationalsozialistischen Diktatur
Winkler hatte seit 1920 schon umfangreiche Insiderkenntnisse und treuhänderische Erfahrungen aus der diskreten Beteiligung an Presseverlagen im In- und Ausland sammeln können. Damit war er auch den Nationalsozialisten sehr willkommen. Mitte 1934 kaufte die Cautio Treuhand den Berliner Großverlag Ullstein Verlag AG letztendlich unter existenzbedrohendem Zwang von ihren jüdischen Eigentümerfamilie, die eine Insolvenz des Verlags durch Hetze, Boykottmaßnahmen und Zeitungsverbote der Nationalsozialisten befürchtete. Die Cautio zahlte für die Aktien 6 Mio. RM entsprechend Nennwert der Aktien. Vor der Machtübernahme durch die Nationalsozialisten wurde die Ullstein AG allgemein mit 60 Mio. RM bewertet. Auch aus dem in großen wirtschaftlichen Schwierigkeiten befindliche Mosse-Verlag konnte die Cautio Ende 1934/1935 mehrere Unternehmen in ihre Verwaltung übernehmen. Auch die Familie Lachmann-Mosse wurde von den Nationalsozialisten über die Jahre vielfach unter Druck gesetzt, konnte aber schon im März 1933 in die Schweiz ausreisen. Mit der Übernahme von Unternehmen dieser Großverlage bekamen die Nationalsozialisten den Zugriff auf eine Vielzahl von Publikationen (Tages- und Wochenzeitungen, Illustrierte) der beiden ehemals größten Pressehäuser im Deutschen Reich. Beide Verlagshäuser wurden in den folgenden Jahren in das Medienimperium der NSDAP um den Franz Eher Verlag mit dem Ziel der umfassenden Kontrolle und Beherrschung der Medien und damit der öffentlichen Meinung eingebunden.
Im Auftrag des nationalsozialistischen Staates kaufte die Cautio von 1935 bis 1942 die Aktienmehrheiten aller Filmproduktionsgesellschaften auf. Dies konnte notfalls auch unter Miteinbeziehung von politischen Druckmitteln, wie zum Beispiel im Fall der österreichischen Tobis-Sascha Filmindustrie AG, durchgesetzt werden.
Als 1942 die Filmindustrie vollständig verstaatlicht wurde, fungierte die aus der Film-Finanz-GmbH hervorgegangene Ufa-Film GmbH (UFI), geleitet von dem Geschäftsführenden Rechtsanwalt Bruno Pfennig und Reichsfilmintendant Fritz Hippler, als Dachgesellschaft für 11 Tochtergesellschaften, darunter die UFA-Filmkunst, Terra-Filmkunst, Tobis Filmkunst, Bavaria Filmkunst, Wien-Film, Prag-Film und Continental-Films.